# Daewoo Precision Industries USAS-12
Le Daewoo Precision Industries USAS-12 est un fusil de chasse automatique sud-coréen de calibre 12, conçu et fabriqué par Daewoo Precision Industries (en) pendant les années 1980.

## Historique
L'arme a été conçue aux États-Unis.

## Caractéristiques
L'USA-12 est un fusil automatique (se rechargeant sous l'action des gaz lors du tir). Il intègre des chargeurs de 10 à 20 munitions en polymères, parfois muni d'une partie arrière translucide afin de visualiser rapidement l'avancement des cartouches dans le chargeur.

## Dans la culture populaire
L'USAS-12 apparaît dans les œuvres suivantes :

### Cinéma
- 1992 : Police Story 3: Supercop
- 1994 : Terrain miné
- 1995 : Dead Weekend
- 1995 : Jumanji
- 1996 : L'Effaceur
- 2010 : Machete

### Séries télévisées
- The Sentinel
  - (saison 1, épisode 01 : The Switchman)
  - (saison 1, épisode 08 : Trafic d'armes)
- Viper (saison 1, épisode 13 : Territoires )
- Millennium : (saison 3, épisode 02 : Exégèse - 2e partie)
- Stargate SG-1 :
  - (saison 3, épisode 22 : Némésis)
  - (saison 4, épisode 01 : Victoires illusoires)
  - (saison 4, épisode 21 : Répliques)
  - (saison 5, épisode 19 : Menace)
- Stargate Atlantis
- Numb3rs (saison 2, épisode 05 : Le Condor)
- Burn Notice : (saison 5, épisode 14 : Soif de vengeance)

### Jeux vidéo
- 007 Legends (« M-557 »)
- Armed Forces Corps
- Battlefield 3
- Battlefield 4
- Battlefield Play4Free
- Battlefield: Bad Company
- Battlefield: Bad Company 2 (« USAS-12 Automatic »)
- Call of Duty: Modern Warfare 3
- Counter-Strike Online (« USAS12 »)
- Far Cry 2
- Global Operations
- Lara Croft and the Guardian of Light (« Automatic Shotgun »)
- Resident Evil: Operation Raccoon City (« Juggernaut »)
- Saints Row 2 (« AS14 Hammer »)
- Sniper: Ghost Warrior
- Soldier of Fortune II: Double Helix
- Söldner: Secret Wars
- Surviv.io (« USAS-12 »)
- Syphon Filter 2
- Syphon Filter 3
- Tom Clancy's Rainbow Six 3: Raven Shield
- Warface (« US 12 »)